# Pacita Wiedel
Pacita Dumenieux, , coniugata Wiedel, talvolta indicata come Weidel (Eibar, 31 agosto 1933), è un'ex schermitrice spagnola naturalizzata canadese.

## Biografia
Ha partecipato ai Giochi della XVIII Olimpiade di Tokyo nel 1964.

## Palmarès
In carriera ha conseguito i seguenti risultati:
- Giochi Panamericani:

Winnipeg 1967: bronzo nel fioretto a squadre ed individuale.